# Гюджюксу
Гюджюксу, также Бехлиойл (тур. Gücüksu, чечен. Behli Öyl) — чеченское село в Турции в составе района Гёксун ила Кахраманмараш.

## История
Село основано в 1850 г. чеченцем-мухаджиром по имени Шейх Бехли (тур. Şeyh Behli). В нынешнее время происходит исход населения из села в близлежащие города. Оставшиеся жители заняты сельским хозяйством и животноводством.

## Сельское хозяйство
С момента основания села определённые тейпы (фамилии) осуществляли контроль над сельхозпроизводством, в их числе были Селимби (1 мельница), Хаджи Ибрем (1 мельница), Чочи (Çööçii, 1 мельница), Шемиль (Şemil, 2 мельницы) и Висита (Visite, 2 мельницы).

## Тейпы
В селе проживают представители следующих чеченских тейпов:
- Та́нко (чечен. Tanko, тейп — Аьккхий)
- Се́лимби (чечен. Sélimbi, тейп — Аьккхий)
- Ви́сите (чечен. Viisite, тейп — Аьккхий)
- Дабы́ (чечен. Dábi, тейп — Аьккхий)
- Чочии́ (чечен. Çoçii, тейп — Аьккхий)
- Бола́т (чечен. Bolat, тейп — Аьккхий)
- Асла́н (чечен. Aslan, тейп — Аьккхий)
- Чанки́ (чечен. Çanki, тейп — Аьккхий)
- Кутлу́ (чечен. Сесаной, тейп — Сесаной)
- Апайды́н (чечен. Сесаной, тейп — Сесаной)
- Ондже́ (чечен. Öndže, тейп — Аьккхий)
- Индже́ (чечен. Indže, тейп — Бильтой)
- Эрдога́н (чечен. Аьккхий

## Источник
1. ↑  TÜRKİYE İSTATİSTİK KURUMU Архивировано 21 декабря 2012 года.